# Sundboholm

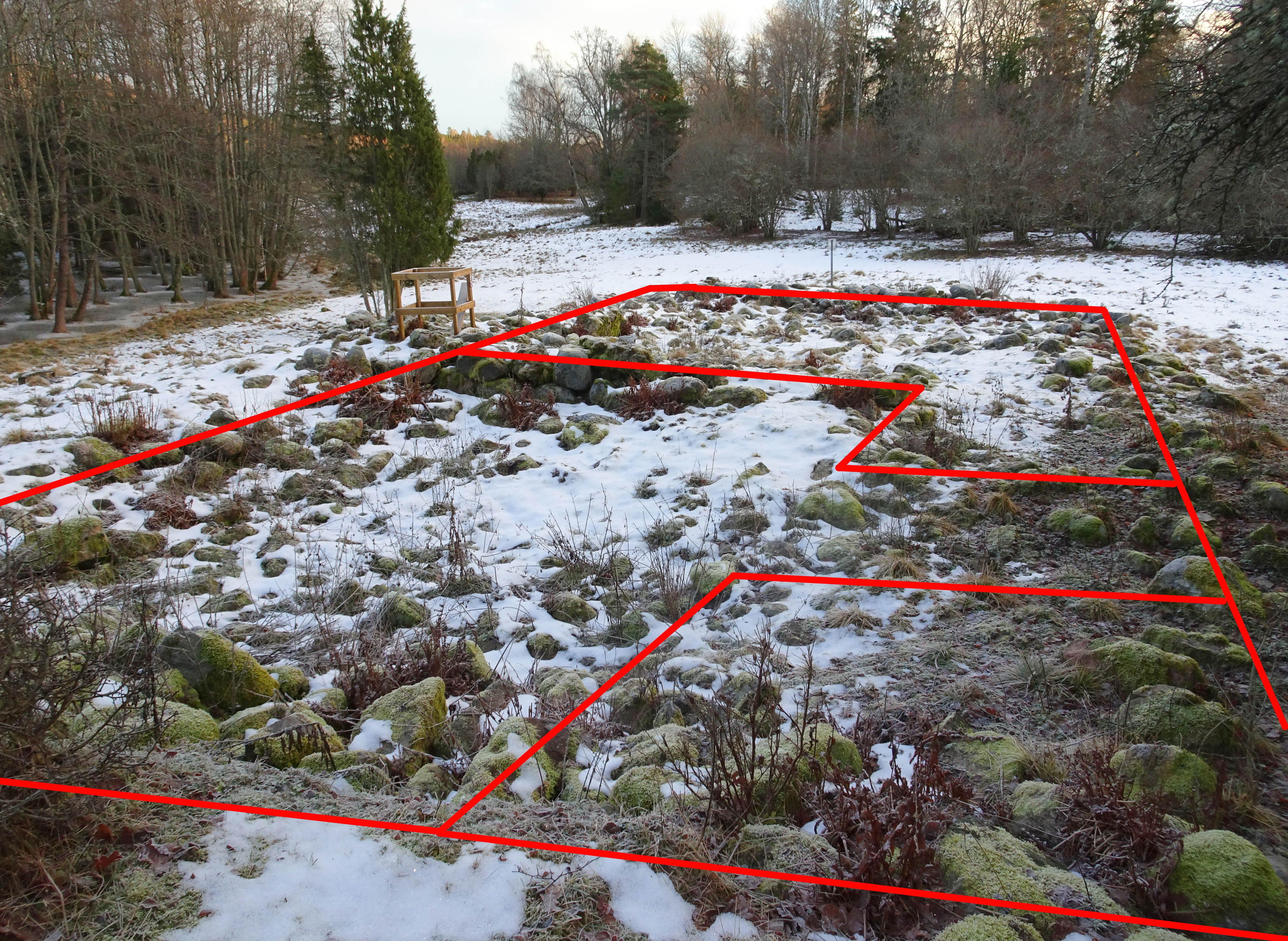
Sundboholms grund sedd från väst med markering av rumsindelningen.

Sundboholm var ett medeltida storgods och sätesgård i Bälinge och Tystberga socknar i nuvarande  Nyköpings kommun, Södermanlands län. Godset tillhörde den adliga ätten Grip och delades upp 1522. På en karta från 1678 markeras platsen för gamla Sundboholm som Holm Sund, alltså holmen vid sundet mellan Sundhällafjärden och Sibbofjärden.

## Historik

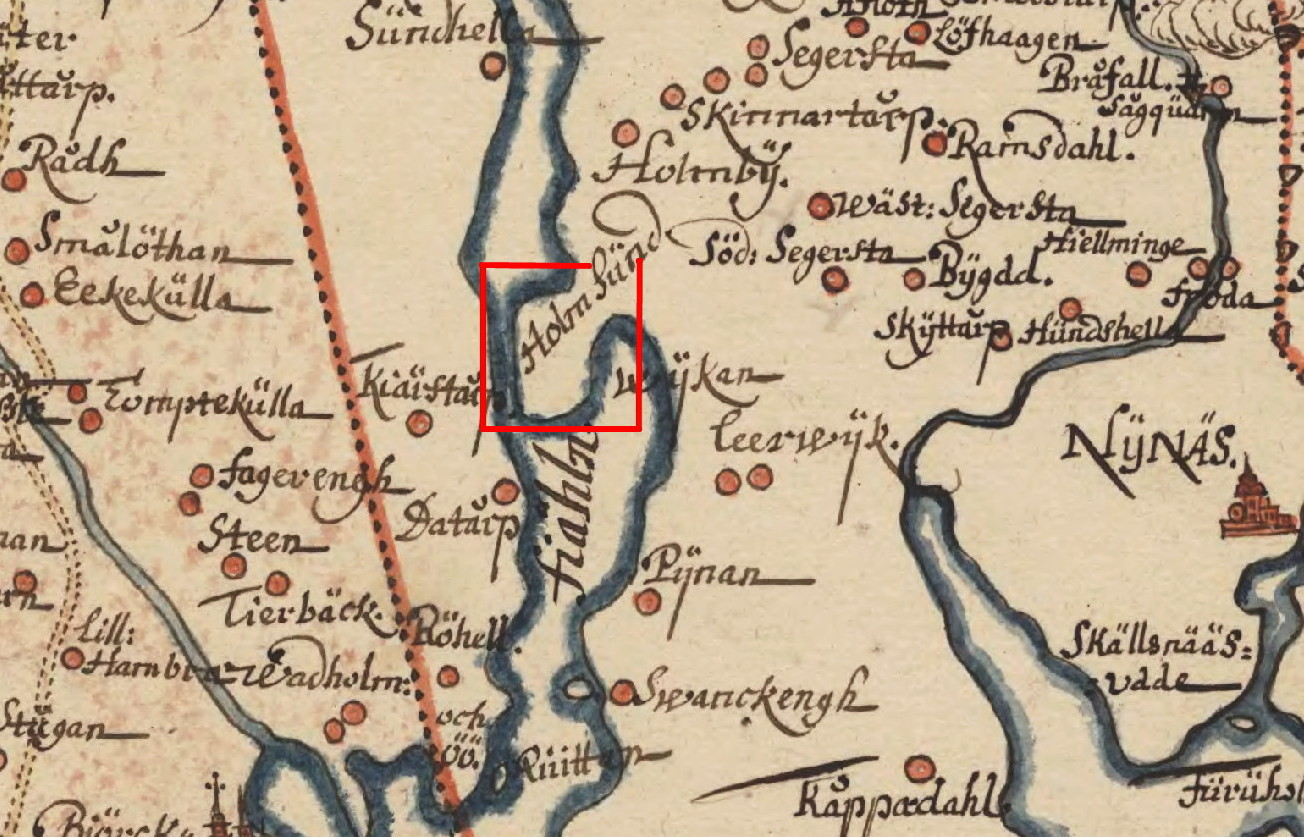
Del av karta från 1678 över Tystberga och Bälinge socknar visande Sundboholms ursprungliga läge vid Sundhällafjärden. Till höger skymtar Nynäs slott.

Sundboholms huvudbyggnad låg på en holme i Sundhällafjärden strax söder dagens Måstena. Egendomen omfattade hela Bälinge och Tystberga socknar samt en del av Lästringe socken. Sundboholm nämns skriftligen första gången 1359 då makarna Magnus Ingevaldsson och Ingrid Erengisledotter (Hammerstaätten) ägde gården som då var deras sätesgård. Vem som bildade Sundboholm är okänd.
Efter Magnus och Ingrids död ärvdes egendomen av deras dotter, Kristina Magnusdotter (död 1383), gift med riddaren Nils Jonsson Gädda (död omkring 1399). Mellan 1370 och 1375 utökade de Sundboholms egendom betydligt genom inköp av ytterligare gårdar och mark i både Bälinge och omkringliggande socknar som gjorde Sundboholm till en av Södermanlands största lantegendomar. 
Efter 1384 lades även Nynäs gård under Sundbohloms stora godskomplex som nu ägdes av Bo Jonsson Grip. Utöver Nynäs ingick även Måstena i Bälinge socken och Björksund i Tystberga socken samt flera torp. Hela egendomen var ett  markland stort och stannade i släkten Grip under flera generationer.
Den siste Grip var Nils Bosson (Grip) som behöll gården odelat fram till 1522 då han blev mördat i Vingåker. Genom arvskifte delades Sundboholmgodset upp mellan systrarna Kerstin och Maria Nilsdotter som var barnbarns barnbarn till Bo Jonsson Grip. Maria fick Nynäs medan Kerstin fick Björksund. Då var Sundboholms gårdsbebyggelse vid Sundhällafjärden redan förstörd, på vilket sätt vet man inte, och huvudsätet var flyttat till Helgö säteri vid kusten längre söderut.

## Dagens Sundboholm

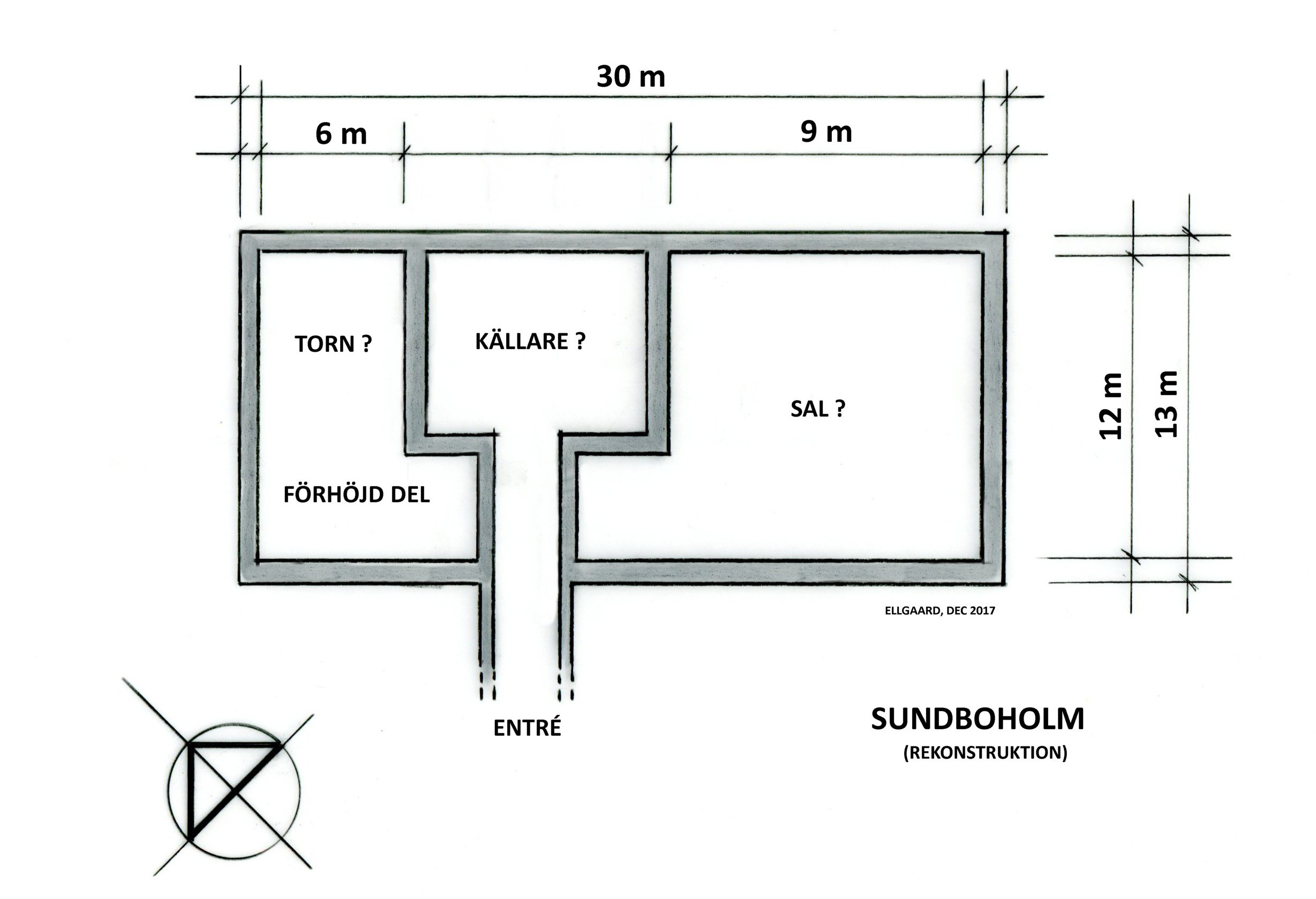
Sundboholms huvudbyggnad, rekonstruktion av grunden.

Resterna efter det medeltida Sundboholm ligger på en halvö (kallad Koholmen) i Sundhällafjärden i Bälinge socken. Halvön bestod ursprungligen av tre större holmar som genom landhöjningen växte samman. Den nordligaste av dessa tre holmar var platsen för Sundboholms huvudbyggnad. Sedan 2003 finns här Koholmens naturreservat som omfattar 133 hektar. Besökare kan fortfarande se en stensatt grund och rester efter den gamla vallgraven som tillhörde den medeltida borganläggningen.
En arkeologisk utgrävning har inte ägt rum. I samband med en fornminnesinventering 1985 framkom bland annat att här finns lämningar efter en befäst gårdsanläggning av medeltida borgkaraktär. Grunden är rektangulär till formen och mäter 30 x 13 meter i yttre mått med 0,3–0,8 meter höga och 1–1,5 meter breda murar. Murarna är huvudsakligen uppbyggda av otuktade naturstenar (0,2–1 meter stora) som delvis är sammanfogade med kalkbruk. Tegelstensbitar och tegelstensrester har även ställvis konstaterats i murens yta.
Grunden är uppdelad i flera rum. Det närmast åt nordväst belägna rummet mäter 13 x 6 meter och är något förhöjt över markytan. Enligt fornminnesinventeringen kan det röra sig om fundament för ett torn. Den övriga delarna av grunden är uppdelade i två rum om 9 x 7 respektive 12 x 9 meter och 0,5–1 meter djupt. Det större rummet kan ha varit salen. På den murade grunden stod ett timmerhus. Rester efter en eventuell vallgrav finns söder om ruinen. Platsen är ett fornminne med RAÄ-nummer Bälinge 60:1 och markerad med en informationsskylt uppsatt av Riksantikvarieämbetet 1991.

## Bilder

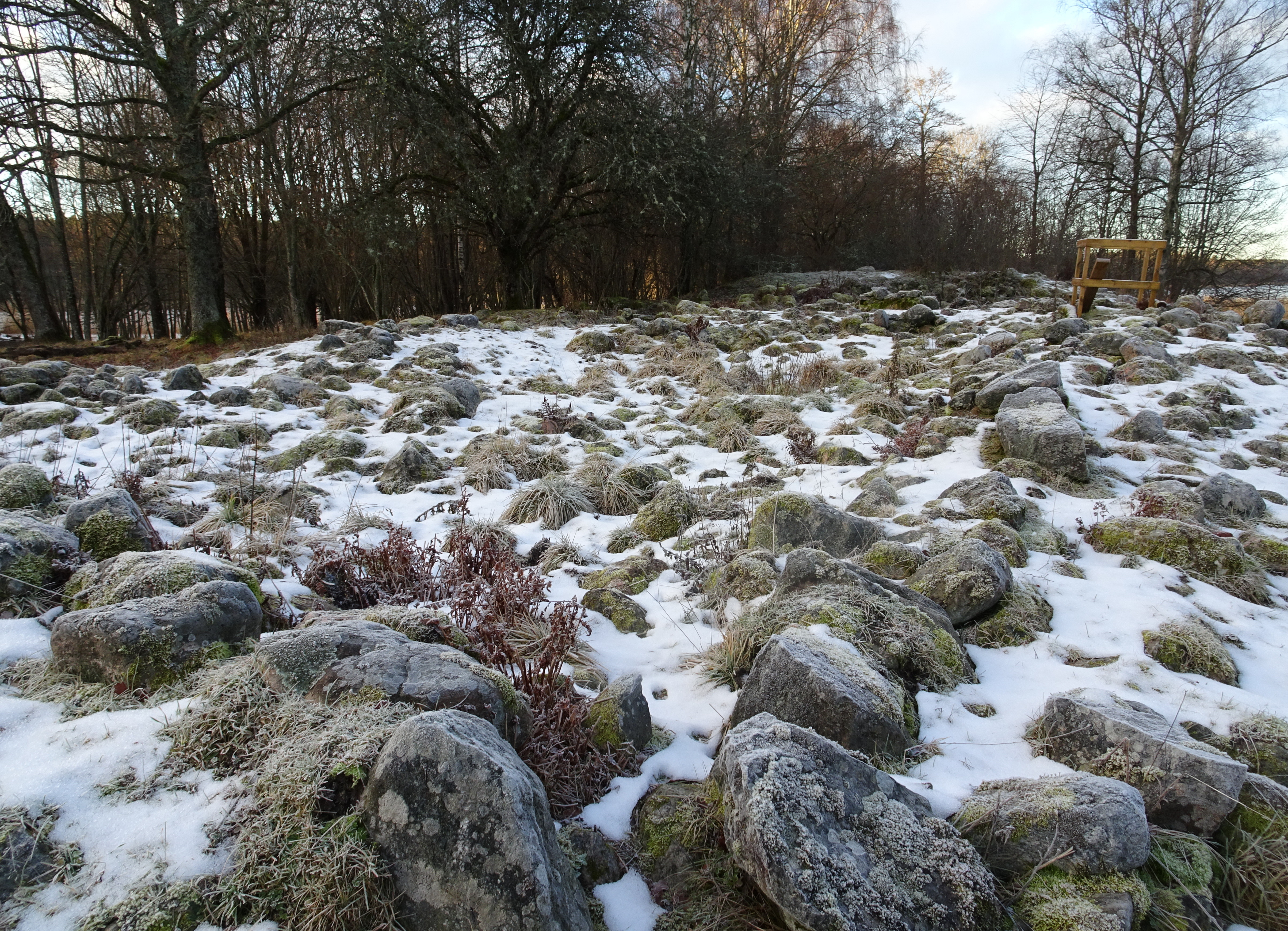
Sundboholms grund från söder.
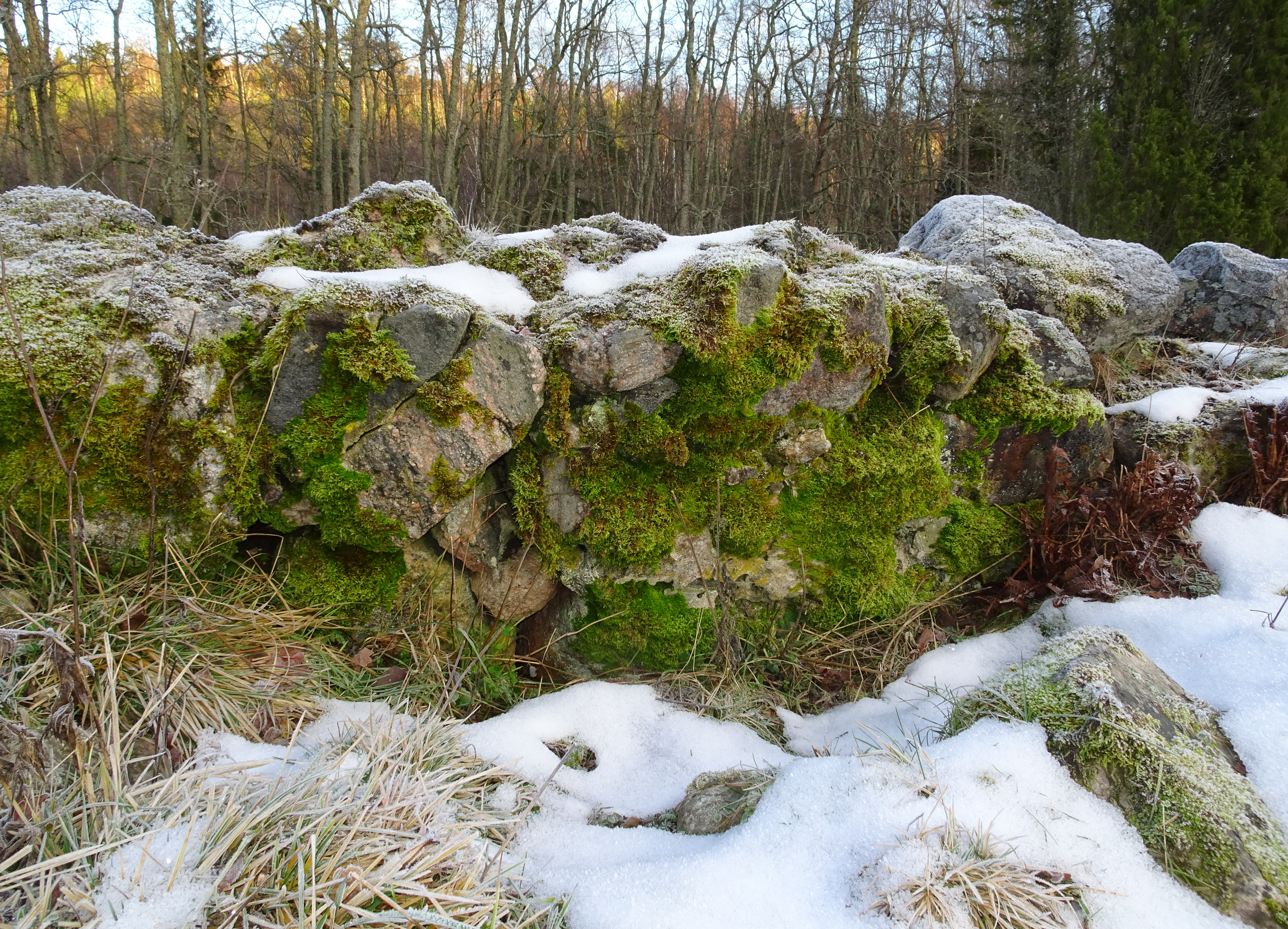
Östra grundmur.
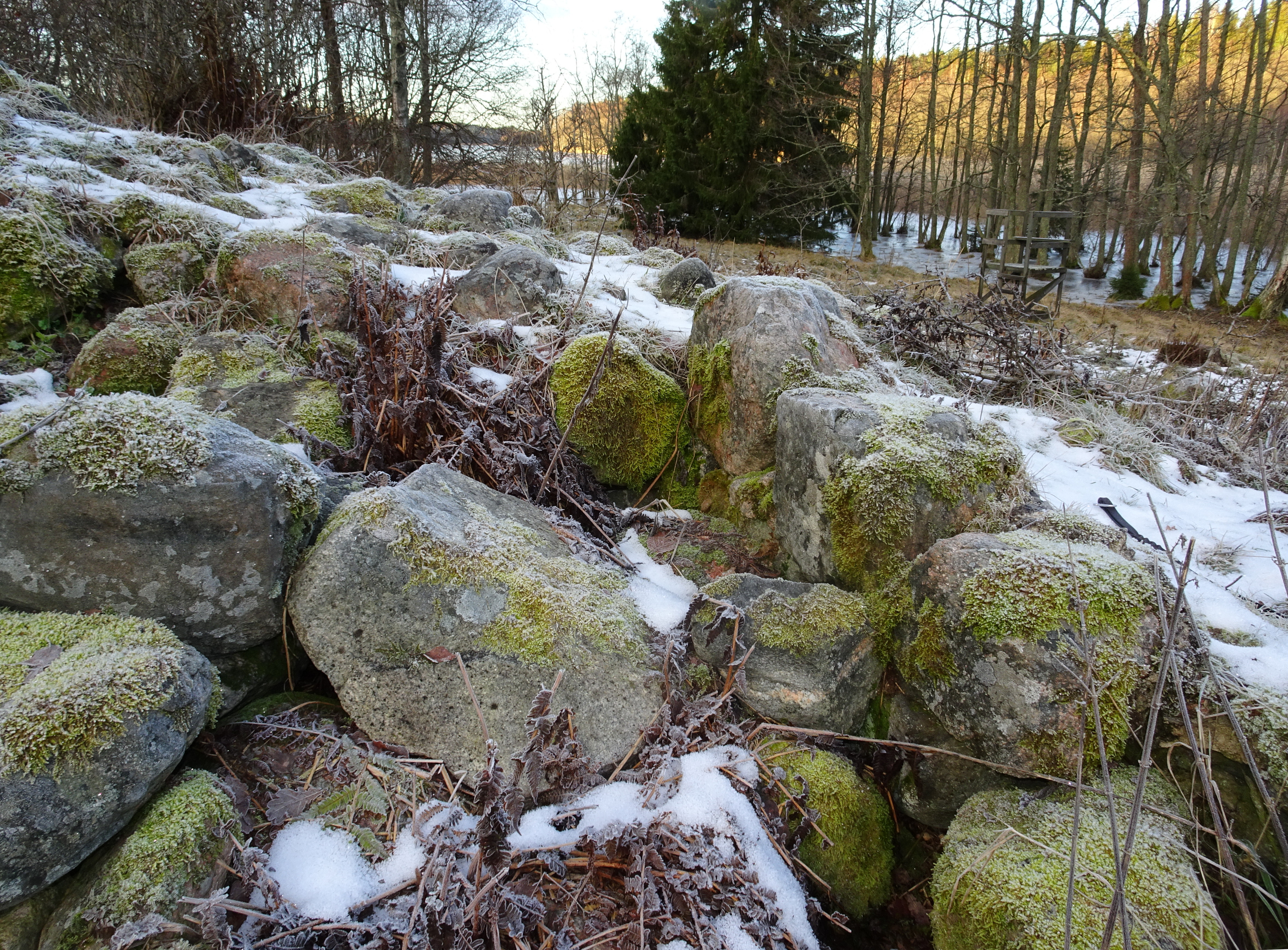
Norra hörnet.
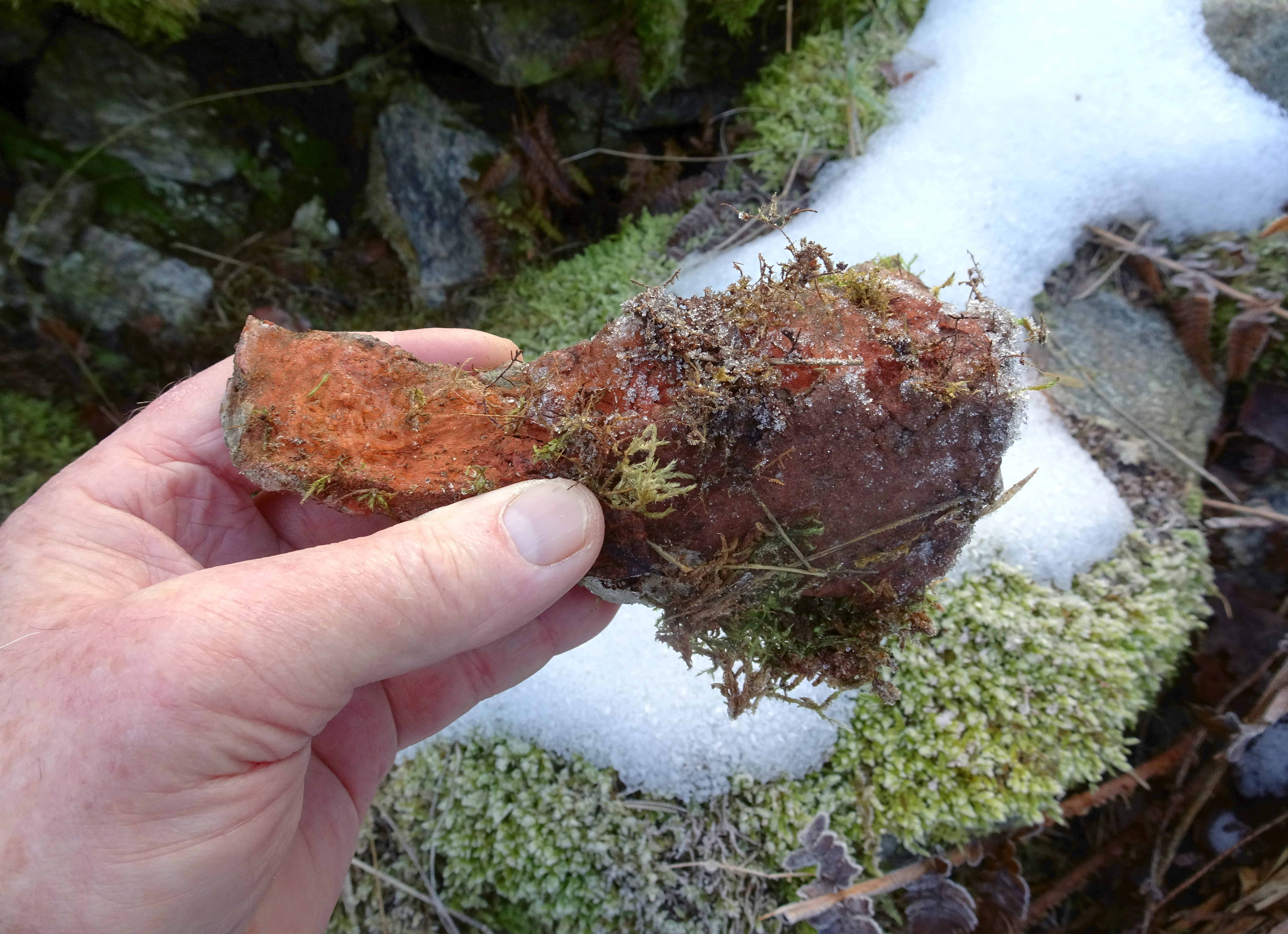
Tegelfragment.